# The New Worst Witch
The New Worst Witch is een Brits-Canadese televisieserie, gebaseerd op de kinderboekenserie The Worst Witch, geschreven en geïllustreerd door de Britse schrijfster Jill Murphy. Er werden van 2005 tot 2007 twee seizoenen uitgezonden. De serie is een spin-off van de televisieserie The Worst Witch die liep van 1998 tot 2001.

## Verhaal
De serie volgt Henrietta "Hettie" Hubble (het jongere nichtje van Mildred Hubble) tijdens haar jaren aan de Kakelacademie. Hettie wordt al snel beste vrienden met Mona Hallow (die toevallig de jongere zus van Ethel is) en Crescentmoon "Cressie" Winterchild. De nieuwe vijand van Hettie en haar vrienden is Belladonna Bindweed en haar sidekick Cynthia Horrocks.

## Rolverdeling
| Personage in Engels                  | Personage in Nederlands        | Acteur/actrice      | Nederlandse stemmen |
| ------------------------------------ | ------------------------------ | ------------------- | ------------------- |
| Henrietta ''Hetty'' Hubble           | Henriëtta "Hettie" Hobbel      | Alice Connor        | Meghna Kumar        |
| Mona Hallow                          | Mona Huigel                    | Anabel Barnston     |                     |
| Crescentmoon ''Cressie'' Winterchild | Christina "Cressie" Winterkind | Paislie Reid        | Vivian van Huiden   |
| Belladona Bindweed                   | Belladonna Braadslee           | Francesca Isherwood |                     |
| Cynthia Horrocks                     |                                | Daisy Hughes        |                     |
| Dyllis Mustardseed                   |                                | Narisha Lawson      |                     |
| Miss Constance Hardbroom             | Heks Constance Hakblok         | Caroline O'Neill    |                     |
| Caspian Bloom                        |                                | Ian Lindsay         |                     |
| Miss Nightingale                     |                                | Indra Ove           |                     |
| Miss Myrtle Widget                   |                                | Elizabeth Bower     |                     |
| Mr. Hallow                           |                                | James Lailey        |                     |
| Roseanne Speedwell                   |                                | Dominique Jackson   |                     |
| Artemis Hardbroom                    |                                | Joe Prospero        |                     |

## Afleveringen
| Aflevering (seizoen) | Nederlandse titel            | Engelse titel                       |
| -------------------- | ---------------------------- | ----------------------------------- |
|                      |                              |                                     |
| Seizoen 1            |                              |                                     |
|                      |                              |                                     |
| 1                    |                              | Give A Witch A Bad Name             |
|                      |                              |                                     |
| 2                    | Zelfvertrouwen               | The Confidence Trick                |
|                      |                              |                                     |
| 3                    | Regels, regels, regels       | Rules Rules Rules                   |
|                      |                              |                                     |
| 4                    | Zoals het klokje thuis tikt  | No Place Like Home                  |
|                      |                              |                                     |
| 5                    | Halloween                    | Trick Or Treat                      |
|                      |                              |                                     |
| 6                    | Waar of niet                 | Truth Or Lies                       |
|                      |                              |                                     |
| 7                    | Tegenpolen                   | Deadly Doubles                      |
|                      |                              |                                     |
| 8                    | Boemerang bezem              | The Levitating Boomerang Broomstick |
|                      |                              |                                     |
| 9                    | Gasten                       | The Visitors                        |
|                      |                              |                                     |
| 10                   | De beheksing van Mona Huigel | The Bewitching Of Mona Hallow       |
|                      |                              |                                     |
| 11                   | De club van het zwarte gat   | The Black Hole Club                 |
|                      |                              |                                     |
| 12                   | De tijdheks                  | Time After Time                     |
|                      |                              |                                     |
| 13                   | Een vijandige zus            | The Enemy Within                    |
|                      |                              |                                     |
| Seizoen 2            |                              |                                     |
|                      |                              |                                     |
| 1                    |                              | The Curse Of Cackles                |
|                      |                              |                                     |
| 2                    |                              | Lost And Found                      |
|                      |                              |                                     |
| 3                    |                              | Girls Will Be Boys                  |
|                      |                              |                                     |
| 4                    |                              | Next Week's News                    |
|                      |                              |                                     |
| 5                    |                              | The Big Sleep                       |
|                      |                              |                                     |
| 6                    |                              | Back To Basics                      |
|                      |                              |                                     |
| 7                    |                              | The Friendship Test                 |
|                      |                              |                                     |
| 8                    |                              | King Kong Kittie                    |
|                      |                              |                                     |
| 9                    |                              | The Wish Wimble                     |
|                      |                              |                                     |
| 10                   |                              | Hettie's Final Warning              |
|                      |                              |                                     |
| 11                   |                              | Mr Perky Pentangle                  |
|                      |                              |                                     |
| 12                   |                              | Saturday Witch Fever                |
|                      |                              |                                     |
| 13                   |                              | The Odd Couple                      |
|                      |                              |                                     |